# Casalnuovo di Napoli
Casalnuovo di Napoli é uma comuna italiana da região da Campânia, província de Nápoles, com cerca de 47.940 habitantes. Estende-se por uma área de 7 km², tendo uma densidade populacional de 6.848,57 hab/km². Faz fronteira com Acerra, Afrágola, Casoria, Pollena Trocchia, Pomigliano d'Arco, Sant'Anastasia, Volla.

## Demografia
| Variação demográfica do município entre 1861 e 2011                               |
|                                                                                   |
| Fonte: Istituto Nazionale di Statistica (ISTAT) - Elaboração gráfica da Wikipedia |